# فابروسور
فابروسور (نام علمی: Fabrosaurus) نام یک سرده از راسته پرنده‌کفلان است.